# 井上武吉
井上 武吉（いのうえ ぶきち、1930年12月8日 - 1997年9月26日）は、奈良県宇陀郡室生村（現・宇陀市）出身の彫刻家。

## 経歴
- 1930年、奈良県宇陀郡室生村（現・宇陀市）に生まれ、1951年に武蔵野美術学校（現・武蔵野美術大学）彫刻科に入学、同年には第15回自由美術家協会展で初入選した。1953年にも第17回自由美術家協会展で入選し、1955年に武蔵野美術学校彫刻科を卒業した。
- 1962年 - 第5回現代日本美術展で優秀賞を受賞、更に7、8、9回でも優秀賞。翌年には第7回日本国際美術展で優秀賞受賞、次回展でも同賞を受賞する。
- 1965年 - 現代日本彫刻展に第1回から参加。
- 1967年 - 靖国神社無名戦士のための記念碑「慰霊の泉」を制作。
- 1968年 - 第1回神戸須磨離宮公園現代彫刻展で大原美術館賞を受賞。同展第2、第3回展でも神戸市教育委員会賞を受賞。
- 1969年 - 箱根 彫刻の森美術館の設計を担当する。
- 1975年 - 池田20世紀美術館の設計を担当する。
- 1977年 - 海外のベルリン美術アカデミーなどで個展を開催。
- 1978年 - 国立ベルリン美術学校客員教授就任。
- 1979年 - 第1回ヘンリー・ムーア大賞展・優秀賞受賞。
- 1981年 - ドイツのノイエギャラリーにて個展、その後デンマークで巡回個展。
- 1986年 - 紫綬褒章 受勲。
- 1991年 - 伊丹市地下空間「my sky hole 91－4 ITAMI」と平和モニュメント（荒牧バラ公園）設置、 第22回中原悌二郎賞受賞。
- 1992年 - 第17回吉田五十八賞を受賞した。
- 1995年 - 第45回芸術選奨文部大臣賞を受賞。
- 1997年9月26日、急性心筋梗塞によって横浜市内の病院で死去した。67歳だった。

## 主な作品収蔵先
- 東京都庁本庁舎前の広場の赤いアーチは彼による作品